# الثورة الرومانية 1989
الثورة الرومانية (بالرومانية: Revoluția Română) كانت فترة من أعمال العنف والشغب بدأت في 16 ديسمبر عام 1989 كجزء من ثورات 1989 التي حدثت في بعض البلدان خاصةً البلدان التي كانت جزء من الكتلة الشيوعية. اندلعت الثورة من مدينة تيميشوارا في غرب رومانيا وسرعان ما انتشرت في أنحاء البلاد، انتهت الثورة بمحاكمة شكلية وإعدام رئيس الحزب الشيوعي الروماني نيكولاي تشاوشيسكو وزوجته إلينا تشاوشيسكو، وبذلك انتهى الحكم الشيوعي في رومانيا الذي دام 42 عاماً، وكانت أيضا آخر إطاحة بحكومة ماركسية-لينينية في حلف وارسو في أعقاب ثورات 1989, والوحيدة التي أسقطت نظاماً شيوعياً وأعدمت قائده بالعنف.
بدأت شرارة الثورة بتظاهرات في مدينة تيميشوارا في نصف شهر ديسمبر من الأقلية المجرية في رومانيا احتجاجاً على الحكومة الرومانية محاولة طرد القس المجري المنتمي للكنيسة المجرية لازلو توكس [الإنجليزية]. وكانت ردة فعل الشعب الروماني هي الثورة على الحكومة الرومانية وإسقاطها في ضوء أحداث مشابهة في البلدان الشيوعية المجاورة. الشرطة السرية الرومانية، التي كانت متحكمة في كل شيء في البلاد تقريباً، كانت إحدى أكبر أجهزة الشرطة السرية في الكتلة الشرقية وأكثرها عنفاً، جهاز القمع الرئيسي على مدار عقود في جمهورية رومانيا الاشتراكية لأي حراك شعبي، وساحقة أي خلاف سياسي من إحدى الكتل السياسية مع السلطة الشيوعية، أثبتت أنها غير قادرة على وقف الانفجار الشعبي، الذي تحول فيما بعد إلى موجة ثورية هائلة وناجحة.
كان هناك أزمة اجتماعية واقتصادية في رومانيا الاشتراكية لفترة من الوقت، خاصة خلال سنوات التقشف في الثمانينيات. صُمّمت خطة التقشف جزئيّاً بواسطة تشاوشيسكو لسداد الديون الخارجية بسرعة. بعد فترة وجيزة من خطاب علني فاشل أدلى به تشاوشيسكو في بوخارست والذي بُثَّ لملايين الرومانيين على التلفزيون الرسمي، تحول أفراد الجيش والموظفون العسكريون، بالإجماع تقريباً، من دعم الديكتاتور إلى دعم المحتجين. أدت أعمال الشغب والعنف في الشوارع وجرائم القتل المتعمد في العديد من المدن الرومانية على مدار أسبوع تقريباً إلى دفع الزعيم الروماني إلى الهروب من العاصمة في 22 ديسمبر مع زوجته، نائبة رئيس الوزراء إيلينا تشاوشيسكو. غادر الزوجان على متن مروحية عسكرية وهم متهمان بتهم عديدة ومدانان بها. أُلقي القبض عليهم في تارجوفيشت، وقد حوكموا أمام محكمة عسكرية عاجلة وشكلية بتهمة الإبادة الجماعية، وإلحاق أضرار بالاقتصاد الوطني وإساءة استخدام السلطة لتنفيذ أعمال عسكرية ضد الشعب الروماني. وقد أدينوا في جميع التهم، وحُكم عليهم بالإعدام، وأُعدموا على الفور في يوم عيد الميلاد عام 1989، وحتى يومنا هذا، كانوا آخر الأشخاص الذين حكم عليهم بالإعدام وأُعدموا في رومانيا.
رومانيا الحالية بدأت بالكشف عن حقبة تشاوشيسكو جنبا إلى جنب مع ماضيها الشيوعي، وبدأت تحاول الخروج منه. سرعان ما استولت جبهة الخلاص الوطني على السلطة بعد الإطاحة بتشاوشيسكو، ووعدت بإجراء انتخابات حرة ونزيهة في غضون خمسة أشهر. تم انتخاب جبهة الخلاص الوطني، التي انتُخبت في اكتساح ساحق في مايو التالي، أعيد تشكيلها كحزب سياسي، وبدأت رومانيا منذ ذلك الحين في تنفيذ سلسلة من الإصلاحات الاقتصادية والديمقراطية ، مع مزيد من التغييرات في السياسة الاجتماعية التي تنفذها الحكومات اللاحقة. منذ تلك النقطة أصبحت رومانيا أكثر تكاملاً مع الغرب من علاقاتها السابقة، وإن كانت العلاقة فاترة، مع موسكو. أصبحت رومانيا عضواً في منظمة حلف شمال الأطلسي والاتحاد الأوروبي في عامي 2004 و2007 ، على التوالي. أثبتت الإصلاحات الديمقراطية نجاحها بشكل معتدل ، على الرغم من وجود قضايا الفساد. تستمر الإصلاحات الاقتصادية، حيث ما تزال رومانيا تمتلك واحداً من أعلى معدلات فقر الأطفال في العالم المتقدم.

## خلفية
بدأ تشاوتشيسكو سياسةً تقشفيةً في عام 1981 بهدف تصفية رومانيا لكامل ديونها الوطنية والبالغ قدرها عشرة مليارات دولار أمريكي. قُننت العديد من السلع الأساسية، بما في ذلك الغاز ومواد التدفئة والطعام، بهدف إنجاح هذه السياسة، مما أدى إلى انخفاض كبير في مستوى المعيشة وارتفاع سوء التغذية في البلاد؛ وزيادة معدل وفيات الرضع ليكون الأعلى في أوروبا آنذاك.
انتشرت الشرطة السرية الرومانية المعروفة باسم سيكيوريتيت، في كل أرجاء رومانيا مما جعل البلاد دولةً بوليسيةً بالكامل. كانت حرية التعبير محدودةً وحُظر تداول الآراء المعارضة للحزب الشيوعي الروماني. منعت الأعداد الكبيرة من المخبرين الأمنيين تشكيل أي معارضة منظمة، وتعمد النظام نشر الإشاعات التي مفادها بأن جميع المواطنين تحت المراقبة لتسهيل إخضاع الشعب لإرادة الحزب. كان الأمن وحشيًا بشكل استثنائي، حتى بمعايير الكتلة السوفيتية.
خلق تشاوتشيسكو مفهوم العبادة الشخصية في رومانيا، وأقام مواكب أسبوعيةً في الملاعب والشوارع في مدن مختلفة مكرسةً له ولزوجته وللحزب الشيوعي. أنشأ تشاوتشيسكو العديد من المشاريع مدفوعًا باضطراب الشخصية النرجسية الذي كان مصابًا به، إذ بنى منزل الجمهورية الفخم (قصر البرلمان حاليًا)، أكبر قصر في العالم، بجوار مركز المدينة، إضافةً إلى متحف لم يكتمل أبدًا مخصص للشيوعية وتشاوتشيسكو، يُعرف اليوم باسم راديو كاسا. استنزفت هذه المشاريع وغيرها موارد البلاد المالية وفاقمت الوضع الاقتصادي المتردي بالفعل، فطُرد الآلاف من سكان بوخارست من منازلهم، التي هُدمت لاحقًا لإفساح المجال للمباني الضخمة.
لم يكن تشاوتشيسكو مؤيدًا خالصًا للسوفييت بل انتهج سياسةً خارجيةً «مستقلةً» على عكس زعماء حلف وارسو الآخرين. لم تنضم القوات الرومانية إلى حلفائها في حلف وارسو في وضع حد لربيع براغ، وهو غزو أدانه  تشاوتشيسكو علنًا، بينما تنافس الرياضيون الرومانيون في الألعاب الأولمبية الصيفية التي قاطعت السوفييت عام 1984 في لوس أنجلوس (واستُقبلوا بحفاوة بالغة في مراسم الافتتاح وفازوا بـ 53 ميدالية، لتكون رومانيا في المرتبة الثالثة من حيث العدد الإجمالي للميداليات في الأولمبياد بعد الولايات المتحدة وألمانيا الغربية). بالمقابل، بينما تحدث السكرتير العام للحزب الشيوعي السوفيتي ميخائيل غورباتشوف عن الإصلاح، حافظ تشاوتشيسكو على خط سياسي متشدد مدفوع بسياسة العبادة الشخصية.
بدأت السياسة التقشفية في عام 1981، وانتشر معها الفقر الذي جعل النظام الشيوعي مكروهًا في البلاد. قوبلت سياسة التقشف بمقاومة قليلة من قبل الرومانيين ولم يكن هناك سوى عدد قليل من الإضرابات والنزاعات العمالية، وكان أبرزها إضراب عمال المناجم في وادي جيو عام 1977 وتمرد براشوف في نوفمبر 1987 في مصنع شاحنات العلم الأحمر. انتقد العديد من النشطاء البارزين في الحزب الشيوعي الروماني سياسات تشاوتشيسكو الاقتصادية فيما يُعرف بخطاب الستة في مارس 1989، ولكن حققت هذه السياسات بعد وقت قصير انتصارًا سياسيًا كبيرًا، إذ سددت رومانيا ديونها الخارجية البالغ قدرها 11 مليار دولار أمريكي، قبل عدة أشهر من الوقت الذي توقعه الديكتاتور الروماني. ومع ذلك، ظل نقص السلع كما كان من قبل ذلك.
لم تذكر الأجهزة الإخبارية الرومانية الرسمية سقوط جدار برلين في الأيام الأولى التي أعقبت 9 نوفمبر 1989، على غرار صحيفة ألمانيا الشرقية الحكومية. وكانت أبرز الأخبار في الصحف الرومانية في 11 نوفمبر 1989 هي «المحاضرة الرائعة التي ألقاها الرفيق نيكولاي تشاوتشيسكو في الجلسة العامة الموسعة للجنة المركزية للحزب الشيوعي الروماني»، والتي أشاد بها رئيس الدولة والحزب الشيوعي الروماني واصفًا إياها «بالبرنامج الرائع للعمل والنضال الثوري لجميع شعبنا، والإنجاز المثالي للخطط الاقتصادية»، ولم يتم حتى ذكر ما حدث على بعد 1500 كيلومتر شمال غرب بوخارست، في برلين المقسمة، خلال تلك الأيام. أُشيد بالاشتراكية باعتبارها «طريق التنمية الحرة المستقلة للشعوب». حاولت مجموعة من الطلاب من كلوج نابوكا بدء مظاهرة في نفس يوم المحاضرة، في شارع بريزويانو في بوخارست وشارع كوجالنيسينو، ولكن سرعان ما قُبض عليهم. بدا في البداية أن تشاوتشيسكو سيتغلب على موجة الثورة التي تجتاح أوروبا الشرقية، حيث أعيد انتخابه رسميًا لمدة خمس سنوات أخرى كسكرتير عام للحزب الشيوعي الروماني في 24 نوفمبر خلال المؤتمر الرابع عشر للحزب، كما استقال نظير تشاوتشيسكو في تشيكوسلوفاكيا، ميلوش جاكيس، إلى جانب القيادة الشيوعية بأكملها في نفس اليوم، ما أدى فعليًا إلى إنهاء الحكم الشيوعي في تشيكوسلوفاكيا.
اعتُقل ثلاثة طلاب، ميهنيا باراشيفسكو، وغراتشيان فولبي، والاقتصادي دان كوبراريو-شلاتشتر من كلوج، وحقق الأمن معهم في سجن راهوفا للاشتباه في قيامهم بالتحريض ضد المجتمع الاشتراكي، ولم يُطلق سراحهم حتى 22 ديسمبر 1989 في الساعة الثانية ظهرًا. كانت هناك رسائل ومحاولات أخرى لتسليط الضوء على الاضطهاد الاقتصادي والثقافي والنفسي للرومانيين، لكنها لم تكن ذات تأثير يُذكر، بل على العكس، أدّت إلى تكثيف نشاط الشرطة والأمن.[بحاجة لمصدر]

## أسباب قيام الثورة
1. الدولة البوليسية والبوليس السري المنتشر في كل مكان مما أدى لقمع الحريات والتنكيل بمن لا يمتدح الحزب الشيوعي الحاكم.
2. نظام التقشف الصارم الذي أتبعه تشاوتشيسكو لأدارة البلاد من أجل تسديد كل ديون رومانيا في سنوات قليلة..فاشتمل هذا التضييق على كل موارد الدولة وحتى التلفزيون الرسمي تم تقليل قنواته لتصبح قناة واحدة تبث لمدة ساعتان فقط يوميا وكان يتم قطع الكهرباء لساعات خاصة في الليل من أجل التوفير مما جعل الشعب يعيش في فقر محدق.
3. أبتدع نيكولاي شاوشيسكو فكرة (القائد المعبود) فكان يتم استئثار الإعلام والاحداث الرياضية في الاستادات والشوارع له وزوجته والحزب الشيوعي.وقام بمشاريع تعكس جنون العظمة عنده مثل إنشاء (بيت الجمهورية) شديد الفخامة والأبهة وهو أكبر قصر في العالم وأيضا متحف شاوشيسكو والمستقبل الشيوعي الضخم مما أرهق ميزانية الدولة أعباء أضافية.

كما أجليت أيضا الآلاف من سكان بوخارست في الفترة من منازلهم التي هدمت في وقت لاحق لإفساح المجال لهياكل ضخمة.

## كيفية الالتفاف عليها (الثورة المضادة)
قبضت جبهة الخلاص الوطني زمام الأمور (وتترجم أيضا «جبهة الإنقاذ الوطني» والاسم الأصلي بالرومانية Frontul Salvării Naţionale) - والتي تكونت من قيادات الصف الثاني من الحزب الشيوعي الروماني المنحل، ورأسها إيون إيليسكو أحد حلفاء الدكتاتور المخلوع) فسعى لتحجيم الثورة، وحصارها، وإطلاق العنان لفلول النظام البائد، فبدأ بالجيش، وعقد صفقات مع جنرالاته، ثم سيطر على الإعلام، وبينما انتفض الشباب المثقف في محاولة للدفاع عن الثورة من السرقة، هب «إيون» واتهمهم بالعملاء، والجواسيس، والعمالة للخارج، وتلقى التمويل من الجهات الخارجية، وحصولهم على الأجندات الأجنبية، ثم بدأ محاكماتهم، والتنكيل بكل من يعارضه، بحجة المرحلة الانتقالية، وأنه وحده القادر على توصيل رومانيا إلى بر الأمان.
وأتخذت في البداية جبهة الخلاص خطوات إزاء حل الحزب الشيوعي الروماني الذي كان قد احتكر السلطة منذ نهاية الحرب العالمية الثانية، وتولى إيون إليسكو (من قيادات الصف الثاني في الحزب الشيوعي) الحكم بصورة مؤقتة لحين الإعداد للانتخابات. واضطلعت الجبهة بمحاكمة وسجن بعض رموز النظام القديم من المقربين من تشاوتشيسكو. ورغم إعلان الجبهة نيتها عدم خوض انتخابات 1990، إلا أنها أعلنت عن تأسيس حزب سياسي عند اقتراب موعد عقد الانتخابات، واستخدمت وسائل الإعلام الحكومية بكثافة - والتي كانت ما تزال تحتكر الفضاء الإعلامي في البلاد - وقامت بتعبئة الناخبين من خلال شبكات الحزب الشيوعي القديمة في الريف والحضر، فتمكنت الجبهة من حسم أغلبية مطلقة لصالحها في أول برلمان روماني بعد الاستقلال، البرلمان الذي وضع دستورا يطلق صلاحيات السلطة التنفيذية وخصوصا الرئيس. وفي 1992 عقدت أول انتخابات رئاسية خاضها إيون إليسكو رئيس جبهة الإنقاذ، وأسفرت عن فوزه بأغلبية مطلقة قاربت 70% من أصوات الرومانيين. فباتت رومانيا برلمانا ورئاسة في يد كوادر الحزب الشيوعي السابق التي تمكنت من إعادة إنتاج سلطتها بعد التخلص من تشاوتشيسكو.

## التبعات

### التغييرات السياسية
استقطبت الثورة الرومانية اهتمام العالم الخارجي بشكل كبير. في البداية، كانت الحصة الأكبر من التعاطف العام من نصيب حكومة جبهة الإنقاذ الرومانية بإدارة إيون إليسكو، العضو السابق في قيادة الحزب الشيوعي الجمهوري وحليف تشاوشيسكو قبل أن يستاء من ديكتاتوريته في أوائل الثمانينيات. تألفت جبهة الإنقاذ الرومانية بشكل أساسي من أعضاء سابقين في المستوى الثاني من الحزب الشيوعي الروماني، وتولت مباشرةً السيطرة على مؤسسات الدولة، بما في ذلك وسائل الإعلام الرئيسية مثل شبكات الإذاعة والتلفزيون الوطنية. استغل أعضاء جبهة الإنقاذ سيطرتهم على وسائل الإعلام لمهاجمة خصومهم السياسيين، من الأحزاب السياسية المنشأة حديثًا والتي ادعت أنها خلفت الأحزاب التي كانت قائمةً قبل عام 1948.
تبدد التعاطف العام مع اندلاع المينرياد، حيث انتشرت احتجاجات حاشدة في وسط مدينة بوخارست ونظمت الأحزاب المعارضة المظاهرات السياسية خلال الانتخابات الرئاسية، إذ قرر جزء صغير من المحتجين الاعتراض على إعادة انتخاب إيليسكو بأغلبية ساحقة بلغت 85٪. أسفرت محاولات الشرطة لإجلاء المتظاهرين الباقين عن هجمات على مؤسسات الدولة، ما دفع إيليسكو إلى مناشدة عمال البلاد طلبًا للمساعدة. ولكن مع تسلل عملاء الشرطة السرية السابقين إلى صفوف العمال وتحريضهم على إيليسكو، دخلت كتلة كبيرة من العمال، معظمهم من عمال المناجم، إلى بوخارست وقاتلت إلى جانب المارة والمتظاهرين المناهضين للحكومة في الأيام التالية.
جادل سيلفيو بروكان، الذي كان جزءًا من جبهة الإنقاذ الرومانية، عشية أول يوم انتخابات حرة في الفترة التي تلت الشيوعية (20 مايو 1990) بأن ثورة 1989 لم تكن معاديةً للشيوعية، بل كانت مناهضةً لتشاوتشيسكو فقط. وذكر أن إيون إيليسكو قد ارتكب خطًا «فادحًا» عندما «تنازل واستجاب لمطالب الشعب» بحظر الحزب الشيوعي الروماني».
تلاشى الحزب الشيوعي الروماني في أعقاب الثورة، ولم يعد أبدًا، في الوقت الذي أعادت فيه الأحزاب الشيوعية الحاكمة سابقًا في الكتلة السوفيتية تشكيل نفسها على شكل أحزاب ديمقراطية اجتماعية أو اشتراكية ديمقراطية. ومع ذلك، ما يزال عدد من السياسيين السابقين في الحزب الشيوعي الروماني بارزين في المشهد السياسي في رومانيا؛ بقي إيليسكو، على سبيل المثال، الشخصية المركزية في السياسة الرومانية لأكثر من عقد من الزمن، وخسر منصبه الرئاسي في عام 1996 قبل استعادته في عام 2000؛ ليتقاعد نهائيًا في 2004.

### الإصلاح الاقتصادي
كان لجبهة الإنقاذ الوطني حرية الاختيار بين النموذجين الاقتصاديين اللذين ادعت النخب السياسية أنهما متاحان لبلدان أوروبا الشرقية ما بعد الشيوعية: العلاج بالصدمة أو الإصلاحات التدريجية، واختارت الإصلاحات التدريجية، الأبطأ عمليًا، لأنه لم يكن من الممكن إقناع الناس الذين كانوا بالفعل «منهكين من السياسة التقشفية لتشاوتشيسكو» في تقديم مزيد من التضحيات.
ومع ذلك، نُفذت الإصلاحات النيوليبرالية بشكل تدريجي؛ مع نهاية عام 1990، وحُررت الأسعار وسعر صرف العملة، ما أدى إلى خفض قيمة الليو بنسبة 60٪، ووزعت أراضي المزارع الجماعية المملوكة للدولة على أصحاب القطاع الخاص، ووضعت قائمة تضم 708 شركة كبيرة مملوكة للدولة ليتم خصخصتها.
في عام 1991 وقعت رومانيا اتفاقيةً مع صندوق النقد الدولي وبدأت في خصخصة الشركات المملوكة للدولة، مع تمرير أول قانون للخصخصة في عام 1991. بدأت حكومة ستولوسان سياسةً تقشفيةً في عام 1992، مع الحد من الأجور وزيادة تحرير الأسعار. تدهور الوضع الاقتصادي وزاد التضخم والبطالة والفقر بشكل كبير نتيجة هذه الإجراءات التقشفية، التي تضمنت بحلول عام 1995 خفض الإنفاق الاجتماعي.
ازدادت وتيرة الإصلاحات النيوليبرالية بعد فوز المؤتمر الديمقراطي في انتخابات عام 1996، واستخدمت الحكومة صلاحياتها لتمرير حزمة من القوانين، وإلغاء الإعانات، وإقرار الإصلاحات المتعلقة بإعانات البطالة وزيادة عدد الشركات المخصخصة بشكل كبير.

## معرض صور

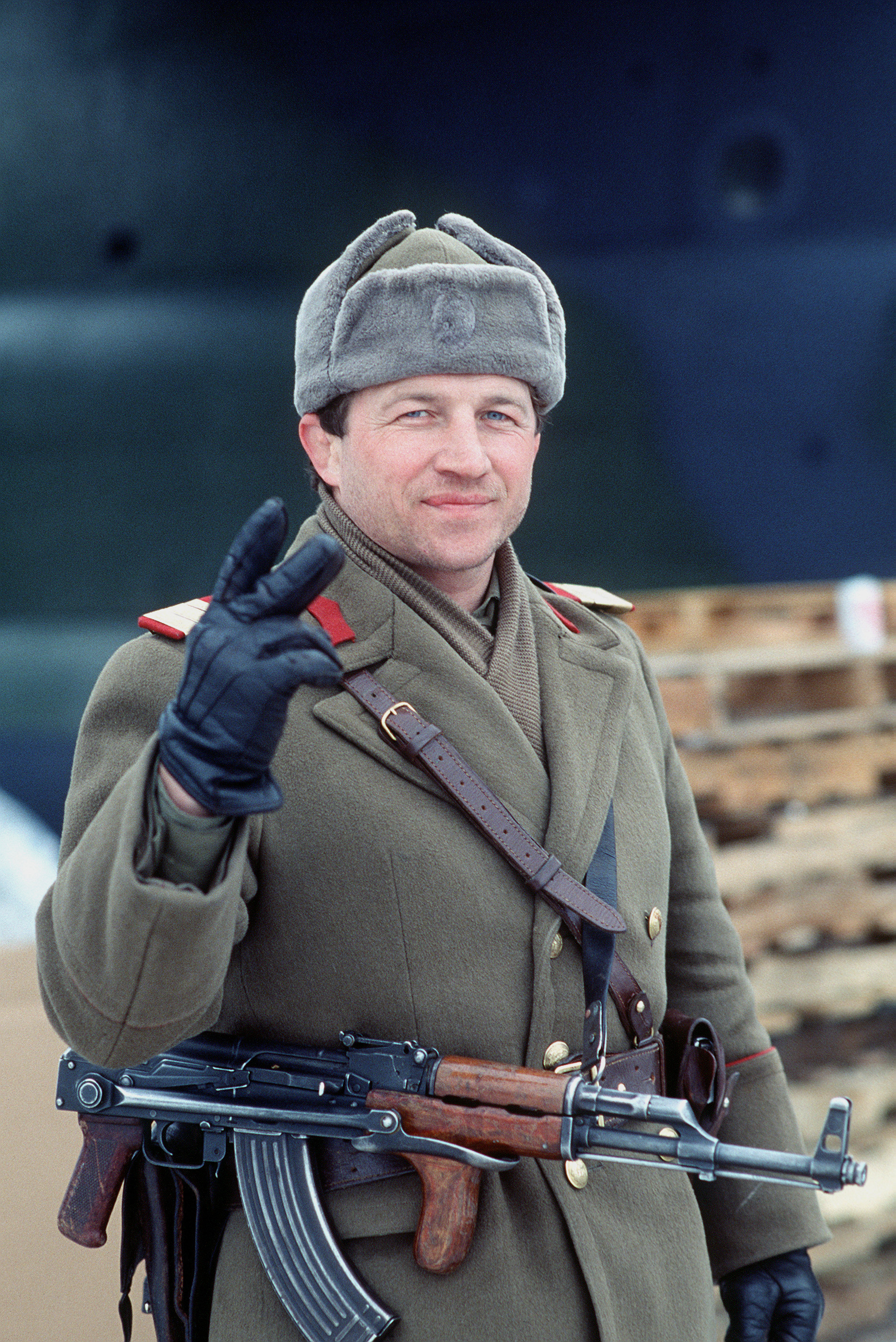
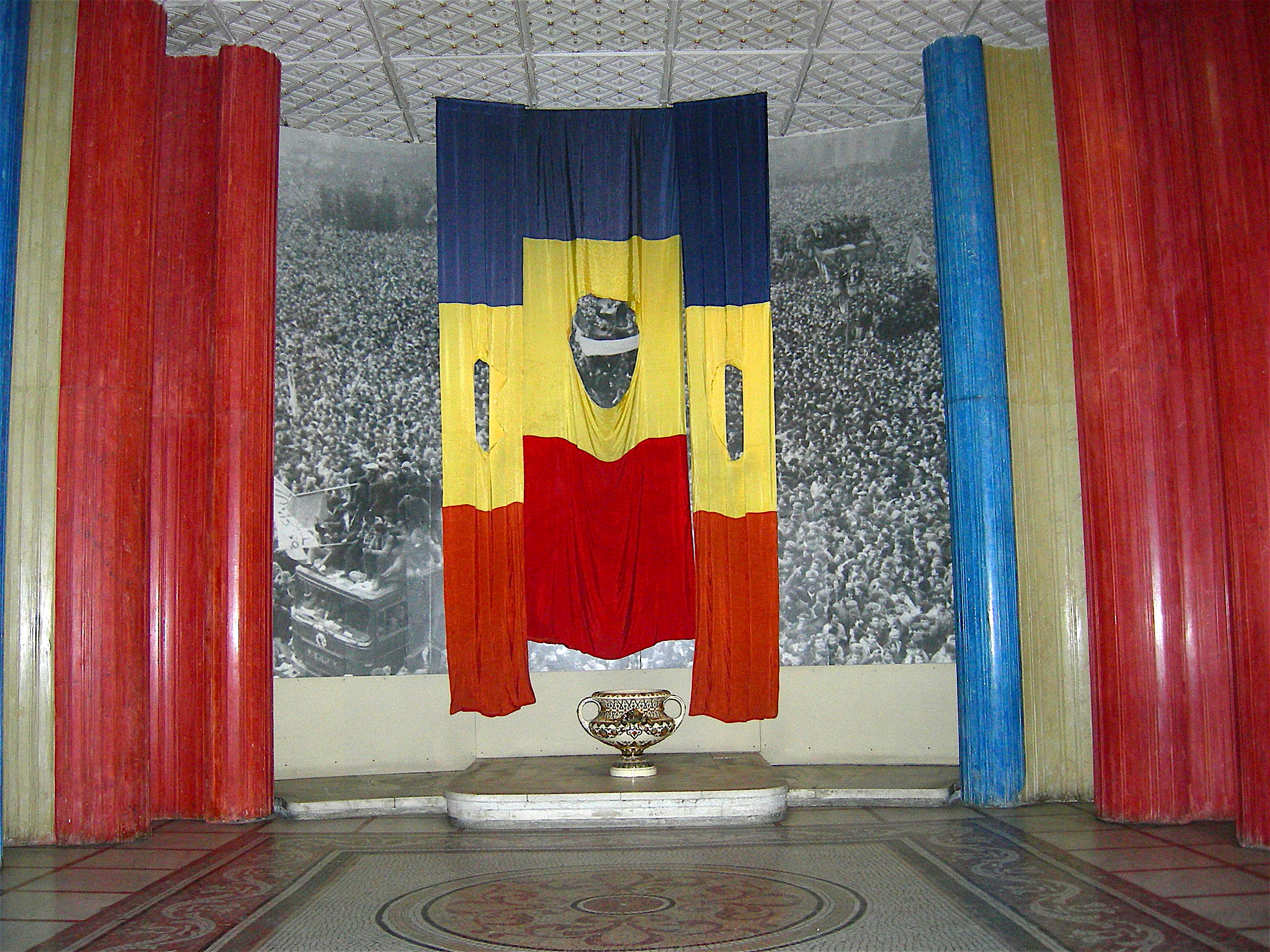
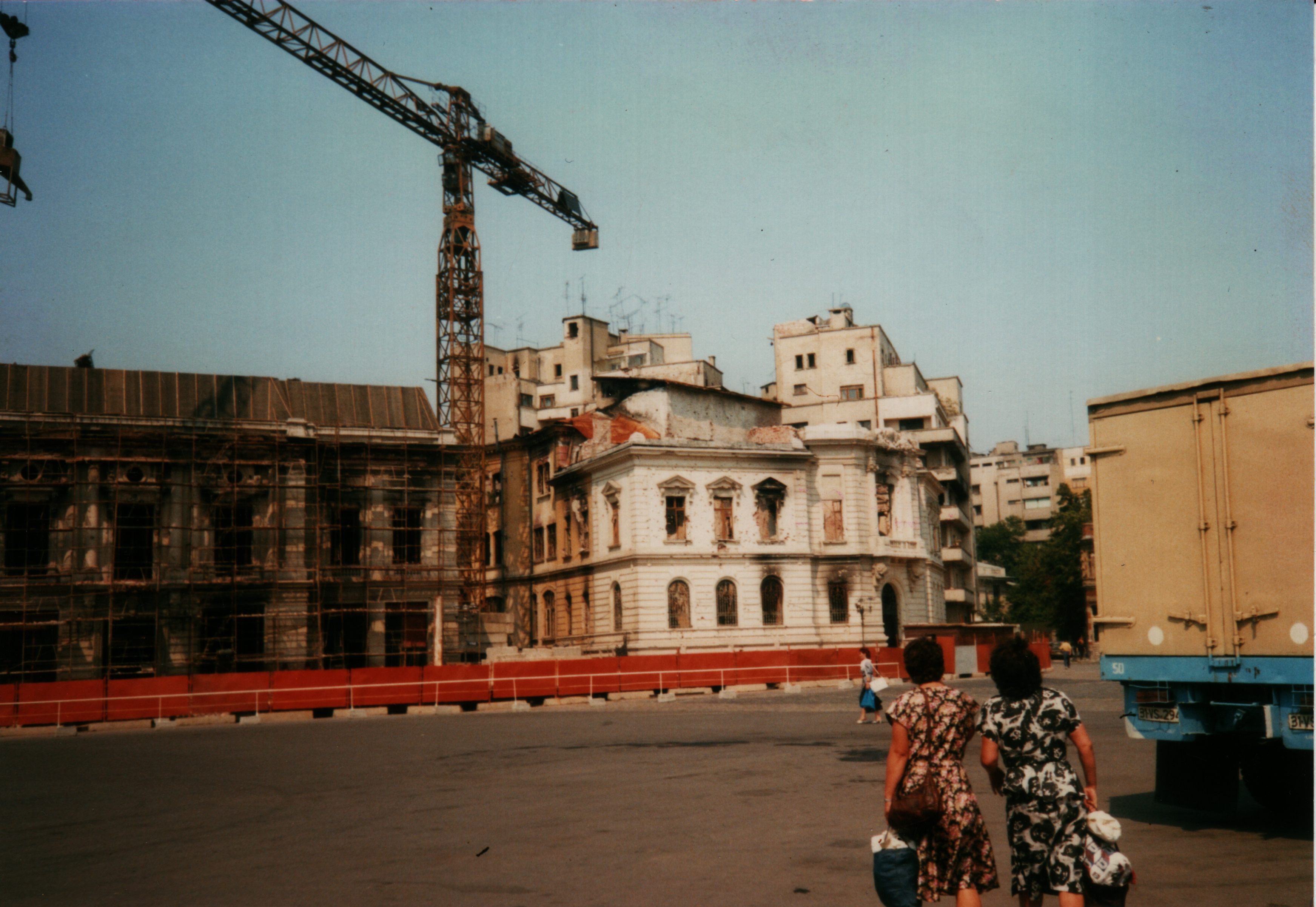